# HMS Convert (1778)
HMS Convert (1778) — 32-пушечный фрегат 5 ранга Королевского флота , бывший французский Pallas. Второй британский корабль, названный Convert.

## Постройка и французская служба
Строился в Сен-Мало как корсар Le Prince de Conti, по проекту Гина́са (фр. Guignace), с апреля по октябрь 1773 года.
В сентябре 1777 года закуплен Французским флотом, переименован в Pallas, классифицирован как 32-пушечный фрегат. Как обычно, был несколько больше аналогичных британских фрегатов, вооруженных 9-фунтовой главной батареей. Участвовал в Американской революционной войне. 19 июня 1778 года в Канале захвачен флотом Кеппеля. Официально считается, что приз взял флагман HMS Victory, при участии лично адмирала.

## Британская служба
1778 — 30 июня приведен в Портсмут; с 8 октября обмерен, сняты чертежи, оснащение по февраль 1779 года; классифицирован как 32-пушечный «9-фунтовый» фрегат 5 ранга; планировалось название Inconstant, но окончательно назван HMS Convert; вступил в строй в октябре 1778, капитан Генри Харви (англ. Henry Harvey).
1779 — патрулировал в Ирландском море, затем у берегов Шотландии; май, направлен на помощь Джерси; 13 мая был в бухте Канкаль; июль, с эскадрой Джонстона; оснащение и обшивка медью в Плимуте; 25 декабря с флотом Родни вышел для снабжения осажденногго Гибралтара.
1780 — 8 января с Родни был при Финистерре; 16 января с ним же при мысе Сент-Винсент; из Гибралтара ушел в Вест-Индию.
1781 — вошел в эскадру Хотэма на Подветренных островах.
1782 — 25−26 января с Худом был при о. Сент-Киттс; сентябрь, выведен в резерв и рассчитан.
28 ноября 1782 года продан в Вулвиче.